# Naraoia
Genre
Naraoia est un genre éteint de trilobites qui vécurent au Cambrien.

## Description
Ces animaux ressemblaient aux trilobites, à la différence près qu'ils ne possédaient pas de carapace minérale comme les autres trilobites, et qu'ils n'avaient que deux boucliers dorsaux ovoïdes (bouclier céphalique et bouclier allongé protégeant le reste du corps) avec une région axiale convexe. D'une longueur maximale de 4 cm, on en retrouve des fossiles dans les schistes de Burgess au Canada, parfois dans les schistes de Wheeler et dans les schistes de Maotianshan en Chine. Il est classé dans la famille des Naraoiidae.

## Quelquesespèces
- † Naraoia compacta Walcott, 1912
- † Naraoia spinifer Walcott, 1931
- † Naraoia spinosa Zhang & Hou, 1985
- † Naraoia halia Simonetta & Delle Cave, 1975
- † Naraoia paimon Simonetta & Delle Cave, 1975